# Trichoscypha acuminata
Trichoscypha acuminata ist ein Baum in der Familie der Sumachgewächse aus dem westlichen tropischen Zentralafrika bis Nigeria.

## Beschreibung
Trichoscypha acuminata wächst als immergrüner Baum bis zu 18–20 Meter hoch. Der Stammdurchmesser erreicht etwa 45 Zentimeter. Die längsrissige, dünne und rot-braune bis gräuliche Borke ist in Schuppen abblätternd.
Die wechselständigen, sehr langen und gestielten Laubblätter sind wechselnd unpaarig gefiedert und gedrängt an den Zeigenden angeordnet. Die Blätter sind mit Blattstiel 50 bis 150 Zentimeter lang. Der an der Basis verdickte Blattstiel ist rostig und filzig behaart und die Rhachis ist mehr oder weniger behaart und streifig. Die etwa 15–35 kurz gestielten und leicht ledrigen, fast kahlen Blättchen sind ganzrandig und eiförmig, -lanzettlich bis länglich. Sie sind 10–25 Zentimeter lang und 3–8,5 Zentimeter breit und sind an der Spitze bespitzt bis geschwänzt. Die rinnigen Blättchenstiele sind bis 1 Zentimeter lang und etwas behaart.
Trichoscypha acuminata ist zweihäusig diözisch. Es werden kauliflore, stammbürtige und kurz und weich, rostig behaarte Rispen am unteren Stamm gebildet. Die männlichen, bis etwa 30 Zentimeter langen und breiten Blütenstände sind einiges länger wie die schmalen weiblichen. Die eingeschlechtlichen Blüten sind in dichten „Köpfchen“ angeordnet. An der Basis der Rispen sind größere, abfallende Tragblätter vorhanden, die mehr oder weniger haltbaren, kleinen Deckblätter der Blüten sind pfriemlich. Die rosa bis roten, kurz gestielten und sehr kleinen Blüten sind vierzählig mit doppelter Blütenhülle. Der kleine, becherförmige und kurz gezähnte Kelch ist dicht und fein behaart. Die 2–3 Millimeter langen, eilanzettlichen und ausladenden bis zurückgelegten Petalen, mit innen einem auffälligen Mittelnerv, sind außen mehr oder weniger feinhaarig. Die männlichen Blüten besitzen 4 etwas vorstehende Staubblätter mit spärlich behaarten Antheren. Die weiblichen Blüten besitzen einen rostig behaarten, oberständigen Fruchtknoten mit 3–4 sehr kurzen Griffeln mit schwach zweilappigen Narben und kleine Staminodien. Es ist jeweils ein spärlich behaarter, in den männlichen Blüten gelappter, Diskus vorhanden.

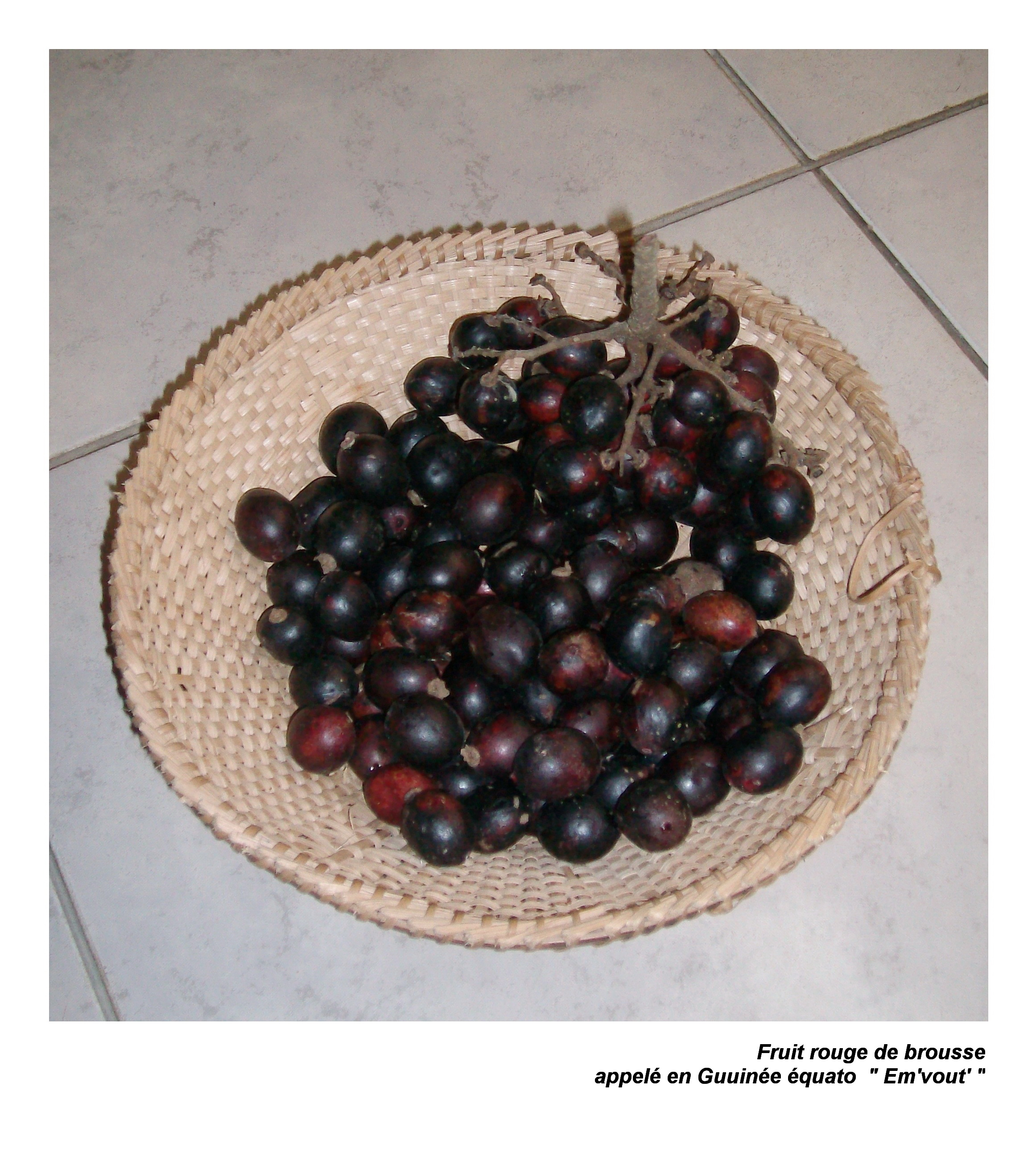
Früchte von Trichoscypha acuminata

Es werden samtig behaarte bis fast kahle, rote bis dunkel-violette, etwa 3–5,5 Zentimeter lange und eiförmige bis ellipsoide, einsamige Steinfrüchte gebildet.

## Taxonomie
Die Erstbeschreibung von Trichoscypha acuminata erfolgte 1881 durch Heinrich Gustav Adolf Engler in Botanische Jahrbücher für Systematik, Pflanzengeschichte und Pflanzengeographie, Band 1, Teil 4, Seite 425. Synonyme für Trichoscypha acuminata Engl. sind Trichoscypha braunii Engl., Trichoscypha congoensis Engl. und Trichoscypha ferruginea Engl.

## Verwendung
Die Früchte sind essbar, auch Fruchtsaft lässt sich daraus herstellen. Die Rinde wird medizinisch verwendet.